# Torpédoborec typu 052
Typ 052 (v kódu NATO: třída Luhu) je třída víceúčelových raketových torpédoborců Námořnictva Čínské lidové osvobozenecké armády. Třída Luhu reprezentuje první čínské torpédoborce přibližující se západním standardům, obsahující směs čínských a západních technologií (dodaných před masakrem na náměstí Nebeského klidu ke kterému došlo v roce 1989). Oba postavené torpédoborce této třídy jsou stále v aktivní službě.

## Stavba

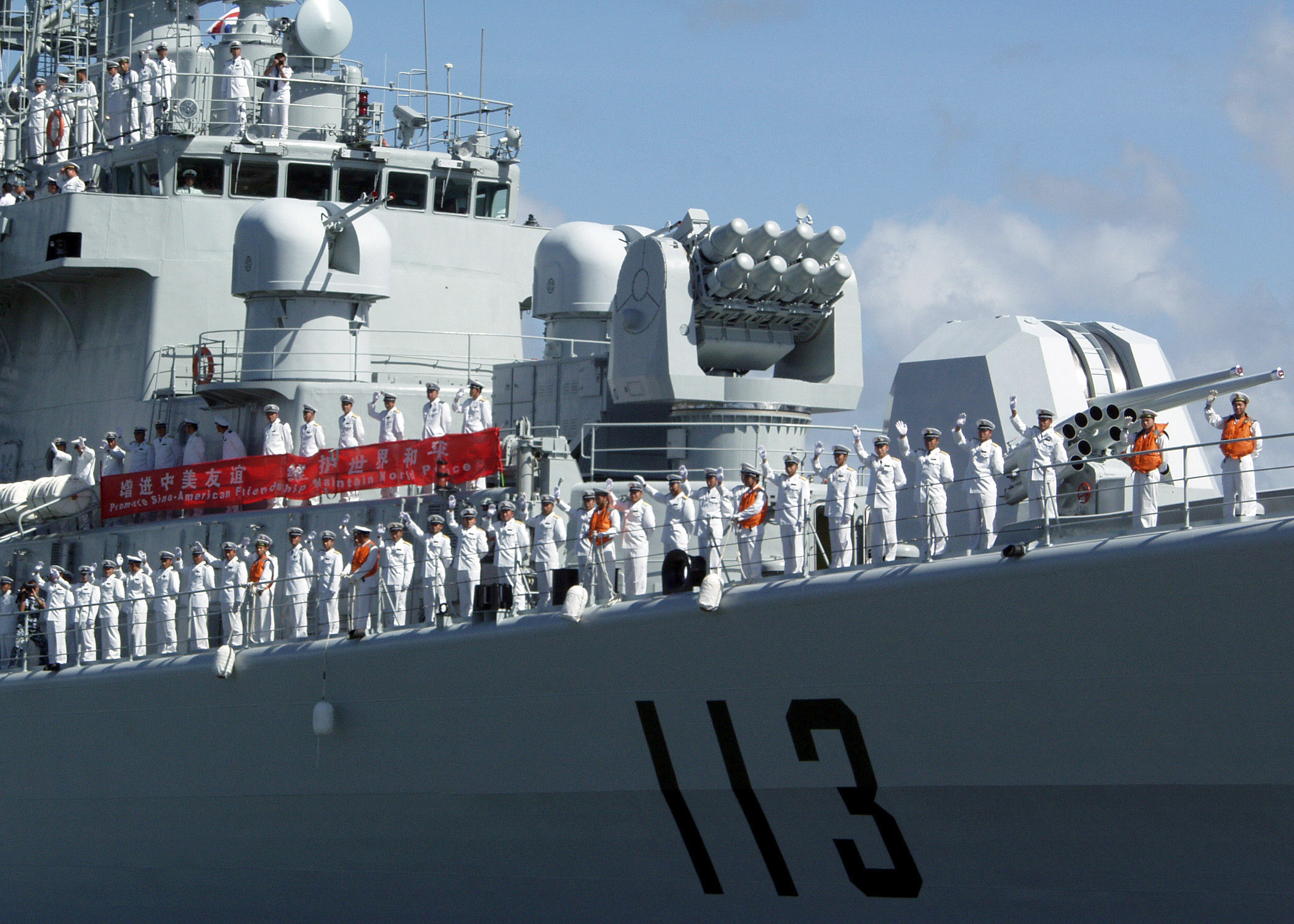
Torpédoborec Čching-tao na návštěvě Pearl Harboru. Zprava je jsou jasně vidět trubice vrhače raketových hlubinných pum, dělová věž se 100mm kanóny, osm protiletadlových řízených střel a dva 37mm dvoukanóny.

Obě jednotky Charbin (112) a Čching-tao (113) postavila loděnice Ťiang-nan v Šanghaji. Stavba navázala na předchozí torpédoborce typu 051. Stavba jednotky Charbin začala v roce 1986, v roce 1991 byl torpédoborec spuštěn na vodu a roku 1994 vstoupil do aktivní služby. Torpédoborec Čching-tao byl spuštěn na vodu roku 1993 a v roce 1996 byl dokončen.
Jednotky typu 052:
| Jméno            | Spuštění       | Vstup do služby | Status   |
| ---------------- | -------------- | --------------- | -------- |
| Charbin (112)    | 28. srpna 1991 | 8. května 1994  | Aktivní. |
| Čching-tao (113) | 18. října 1993 | 28. května 1996 | Aktivní. |

## Konstrukce

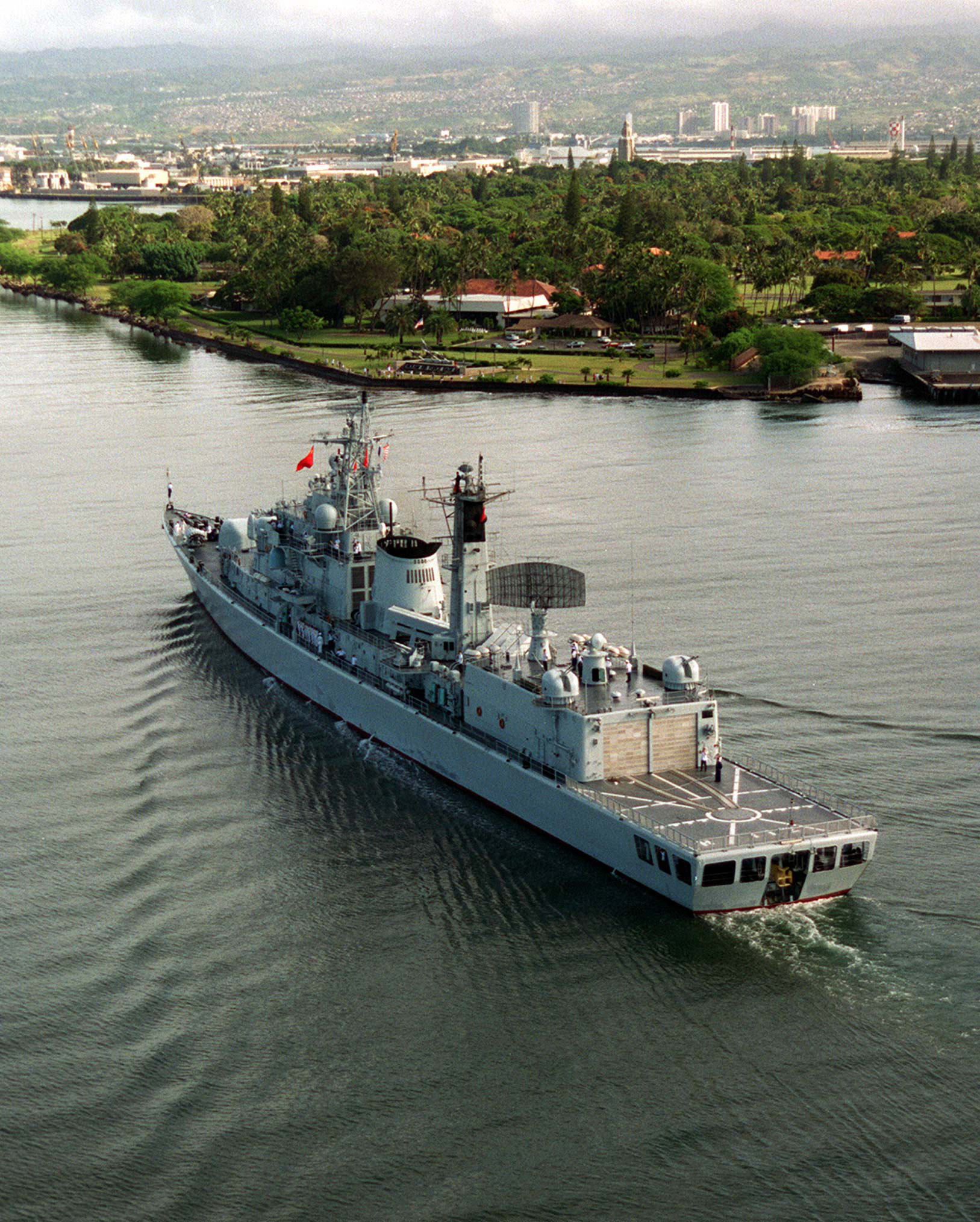
Torpédoborec Charbin v pohledu od zádi

Po dokončení bylo složení výzbroje následující. V dělové věži na přídi jsou umístěny dva 100mm kanóny typu 79A. Hlavňovou protiletadlovou výzbroj tvoří osm 37mm kanónů typu 76A v dvoudělových věžích, z nichž dvě jsou na přídi před můstkem a dvě na střeše hangáru. Reaktivní protiletadlovou výzbroj tvoří osm protiletadlových řízených střel krátkého dosahu HQ-7 v odpalovacím zařízení na přídi. Střely jsou odvozeny od francouzského systému Crotale. Na palubě se nachází osm protilodních střel, původně typu C-801A, po modernizaci typu C-803. Protiponorkovou výzbroj tvoří dva trojité 324mm protiponorkové torpédomety a dva vrhače raketových hlubinných pum typu 075. Na zádi se nachází přistávací plocha a hangár pro vrtulník Z-9C Chaj-tchun.
V červenci 2011 byla dokončena generální oprava a modernizace obou torpédoborců. Všechny 37mm kanóny byly demontovány a nahradily je dva moderní systémy blízké obrany typu 730, používající 30mm rotační kanóny a umístěné na střeše hangáru. Původní vrhače raketových hlubinných pum nahradil modernější typ 087. Modernizována byla též elektronika, komunikační systémy a instalovány vrhače klamných cílů.
Pohonný systém je koncepce CODOG. Při ekonomické plavbě ho tedy pohánějí dva licenční německé diesely MTU 12V 1163 TB83, zatímco v bojové situaci ho pohání pouze dvojice plynových turbín. Původně měl Charbin americké turbíny General Electric LM2500, zatímco Čching-tao musel dostat, kvůli uvalení amerického embarga, ukrajinské turbíny GT-25000. Během modernizace pak byly ukrajinské turbíny instalovány i na Charbin. Lodní šrouby jsou dva. Nejvyšší rychlost torpédoborců je 31 uzlů.